# Achalcus longicercus
Achalcus longicercus är en tvåvingeart som beskrevs av Marc Pollet 2005. Achalcus longicercus ingår i släktet Achalcus och familjen styltflugor. Inga underarter finns listade i Catalogue of Life.